# Kazionno-Kujorski
Kazionno-Kujorski - Казённо-Кужорский (rus) - és un khútor de la República d'Adiguèsia, a Rússia. Es troba a la vora esquerra del riu Labà, a 29 km al sud de Koixekhabl i a 44 km a l'est de Maikop, la capital de la república.
Pertany a aquest municipi el poble de Natírbovo.